# Mirriah
Mirriah est une ville du département de Mirriah, dans la région de Zinder, au Sud du Niger.

## Géographie

### Administration
Mirriah est une commune urbaine du département de Mirriah, dans la région de Zinder au Niger.
C'est le chef-lieu de ce département.

### Situation
Mirriah est située à environ 20 km au sud-est de Zinder et 915 km à l'est de Niamey, la capitale du pays.
|          | Gaffati | Zermou  |
| Kolléram | Mirriah | Hamdara |
|          | Gouna   | Ouacha  |

## Population
Lors du recensement général de 2012, la population communale est relevée à 80 126 habitants, dont 28 407 habitants pour la localité principale.

## Histoire

### Mirriah: au pays des Tsotsébaki, l’histoire se conjugue au présent
Il était une fois un village paisible au bord d’une rivière, produisant céréales, fruits et légumes pour le compte du sultanat du Bornou. Mais, la quiétude des populations est hantée par les attaques des Touaregs venus du nord pour opérer la razzia. Comme par providence, deux (2) frères venus de l’État Tsotsébaki de Gamou, de passage dans la région, furent accueillis et traités avec tous les égards que mérite un noble. Ibil et Bazaza devinrent ainsi les fondateurs du canton de Mirriah.
Le canton de Mirriah est situé à 18 km à l’Est de Zinder. Mirriah est à la fois le chef-lieu du département, de la commune urbaine et du canton qui porte le même nom. La population est essentiellement composée d’agriculteurs. La production maraichère est prolifique du fait de la présence des koris. Mirriah est aussi connu pour sa poterie, dont la renommée a débordé nos frontières. D’autres activités notamment l’élevage et le commerce y sont pratiqués. Le canton de Mirriah est l’un des plus anciens de la région. Il existait bien avant le sultanat du Damagaram. 
Le palais du chef, majestueusement érigé en plein centre de la ville, permet à tout visiteur de découvrir l’histoire du canton. Nous fûmes accueillis avec toute l’hospitalité légendaire au palais du chef de canton. Un moment d’immersion dans la tradition qui commande à toute personne de se déchausser et se prosterner pour saluer le chef. Bien que les paroles du chef nous soient parfaitement audibles, elles sont reprises par les notables. Après avoir présenté nos salutations, c’est le chroniqueur du palais qui fut chargé de nous conter l’histoire du canton. Nous suivîmes alors les explications du maître. Salifou Moussa, instituteur à la retraite, nous conte au détail près l’histoire du canton de Mirriah.

À l’origine, une mésentente entre deux frères et leur oncle à Gamou dans les États tsotsébaki
Avant la création du canton, le village qui allait devenir Mirriah était habité par des agriculteurs. Ceux-ci produisaient des céréales, des fruits et légumes pour le sultan du Bornou. Mais, ces paysans faisaient régulièrement l’objet des rezzous opérées par les Touaregs. C’est alors que deux (2) frères, Ibil et Bazaza, ayant quitté leur village Gamou, dans les Etats Tsotsébaki, passèrent par là pour rejoindre leurs frères au Gobir. Ibil et Bazaza furent interceptés par les populations et traités avec tous les égards dus aux nobles. Les populations leur présentèrent leur situation et les prièrent de rester pour devenir leurs chefs et les protéger contre les attaques touaregs. Les deux frères posèrent deux conditions pour accepter cette offre. Il s’agit notamment d’obtenir l’accord du sultan du Bornou d’une part et d’autre, part de s’installer sur la rive Est de la rivière et que les autochtones restent sur la rive ouest. Ce qui fut fait. Il s’agit à travers cette dernière condition de faire en sorte que les uns entendent la voix des autres. D’où le nom de Mirriah, qui veut dire ‘’voix’’ en Haousa. 
À cette époque, la zone était occupée par une forêt dense. C’est alors que Ibil, Bazaza et leur suite défrichèrent un vaste espace et s’installèrent sur la rive Est de la rivière. Ils y construisirent le palais. C’était au XVIIIe siècle. Le premier chef de Mirriah est Bazaza, frère ainé (1762-1771). Ibil lui succéda en 1771-et régna jusqu’en 1802 ; il fut le chef le plus célèbre. Et depuis lors, c’est sa lignée qui est sur le trône. ‘’En ce temps-là, il n’y a pas de chefferie voisine hormis le sultanat de l’Aïr au nord, le Daoura au sud, le Katsina à l’ouest, les États Tsotsébaki, le Bornou et le Mounio à l’Est’’, explique le chroniqueur du Palais. 
Il cite avec une précision hors pair la succession jusqu’au chef actuel, M. Moutari Moussa, 18e sur la liste. Les différents chefs qui se sont succédé à la tête du canton de Mirriah après Bazaza et Ibil sont Mahaman Kosso Ibil (1802-1809), Mainassara Babba I. (1809-1825), Mahaman Toro Ibil (1825-1853), Baguira Mainassara I (1853-1866), Lafia Mahaman Toro (1866-1894), Sofo Mahaman Toro (1894-1897), Mainassara Lafia II dit Go (1897-1914). Il avait trois (3) ans de règne lorsque la mission coloniale arriva à Zinder et affronta Amadou Kourandaga), Torowa Mahaman T. (7 mois de règne en 1914), Chayama Mahaman T. (1914-1916), Alassane Sofo (1916-1933), Moussa Sofo (1933-1942), Abdou Sofo (1942-1970), Aboubacar Mainassara II dit Sabo (1970-1974), Zabey Moussa (1975-1989), Souley Moussa (1989-2007) et Moutari Moussa (depuis 2008). 
D’après le chroniqueur du palais, il existe une relation entre le Dernoko (les États Tsotsébaki) et le Gobir, sans donner des précisions sur la nature de ces relations. Mais à observer de plus près, les cicatrices des Tsotsébaki et celles des Gobirawa se ressemblent. ‘’Ces relations sont d’ailleurs affaiblies du fait de l’éloignement’,’ explique M. Salifou Moussa. Les principales notabilités actuelles du palais de Mirriah sont le Sarkin Sada (ou prince héritier), le Wazir, le Barma et le Yacoudima (qui sont des hauts princes), le marka, le Tchiroma, le Terno et le Galadima (qui est chargé de l’investiture de nouveaux notables nommés par le chef).

## Culture et patrimoine
Le département de Mirriah est connu pour son potentiel en artisanat. Notamment la poterie. L'architecture de ce département est unique en son genre notamment avec le palais royal tsotsé baki qui date de 1762, une histoire riche et florissante.
La végétation composée de baobabs et palmiers-dattiers nourrissent la beauté de son environnement. la pêche est aussi une activité très développé dans ce département du fait de la présence d'un réseau hydrographique permanent aux alentours de la ville, chef lieu du département.
A noter également que Mirriah est la ville natale de Maman Kabir (M Kabir), producteur et réalisateur audiovisuel nigérien.